# Konrad Lehtimäki

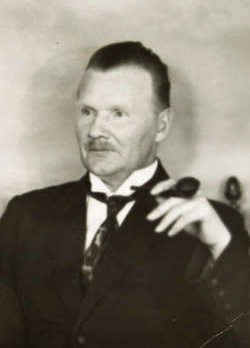
Konrad Lehtimäki.

Konrad Vilhelm Lehtimäki, född 18 januari 1883 i Vahto, död 25 maj 1937 i Åbo, var en finländsk författare. 
Lehtimäki hade en svår barndom och ungdomstid, försörjde sig i olika yrken och skaffade sig bildning på egen hand. Efter storstrejken 1905 anslöt han sig till socialdemokraterna och var 1911–1917 ledamot av Finlands lantdag. Han slog igenom som författare med skådespelet Spartacus (1914, svensk översättning 1915) och novellsamlingen Kuolema (1915), vilka utmärker sig för en ordknapp och behärskad stil. Pacifismen var ett grundmotiv i hans författarskap; detta framträder bland annat i den stora idéromanen Ylös helvetistä (1917, svensk översättning Ex inferno, I–II, 1917).